# Никлсвил (Вирџинија)
Никлсвил (енгл. Nickelsville) град је у америчкој савезној држави Вирџинија. По попису становништва из 2010. у њему је живело 383 становника.

## Демографија
Према попису становништва из 2010. у граду је живело 383 становника, што је 65 (14,5%) становника мање него 2000. године.
| Група             | 2000.       | 2010.       |
| Белци             | 444 (99,1%) | 362 (94,5%) |
| Афроамериканци    | 0 (0,0%)    | 1 (0,3%)    |
| Азијати           | 0 (0,0%)    | 0 (0,0%)    |
| Хиспаноамериканци | 3 (0,7%)    | 18 (4,7%)   |
| Укупно            | 448         | 383         |